# Data Mirage Tangram
Albums de The Young Gods
Everybody Knows
(2010) The Young Gods Play Terry Riley in C
(2022)
Singles
1. Tear Up the Red Sky
Sortie : 23 janvier 2019
2. Figure Sans Nom
Sortie : 28 novembre 2018

Data Mirage Tangram est le douzième album du groupe de rock industriel suisse, The Young Gods. Il est sorti le  22 février 2019 sur le label indépendant suisse Two Gentlemen et est produit par Franz Treichler.

## Historique
Cet album marque le retour de Cesare Pizzi, compagnon des deux premiers albums du groupe. L'essentiel de la musique de cet nouvel album provient d'une résidence réalisé pendant le Cully Jazz Festival 2015. Les trois musiciens se produisent sous le nom de Treichler Pizzi Trontin Experience dans le petit caveau THBBC (The Hundred Blue Bottle Club) et proposent de longues improvisations qui donneront la couleur de ce nouvel album.
L'album se classe à la 5e place des charts suisses.

## Liste des titres
| No | Titre                | Auteur                                         | Durée |
| -- | -------------------- | ---------------------------------------------- | ----- |
| 1. | Entre en matière     | Franz Treichler, Cesare Pizzi, Bernard Trontin | 7:11  |
| 2. | Tear Up the Red Sky  | Treichler, Pizzi, Trontin                      | 7:28  |
| 3. | Figure sans nom      | Treichler, Pizzi, Trontin, Tillander           | 6:08  |
| 4. | Moon Above           | Treichler, Pizzi, Trontin                      | 6:01  |
| 5. | All My Skin Standing | Treichler, Pizzi, Trontin, Hawtin, Brinkman    | 11:10 |
| 6. | You Gave Me A Name   | Treichler, Pizzi, Trontin, Perälä              | 7:57  |
| 7. | Everythem            | Treichler, Pizzi, Trontin                      | 7:31  |

## Musiciens
- Franz Treichler: chant, guitare, electronics, harmonica
- Cesare Pizzi: electronics
- Bernard Trontin : batterie, percussions

## Classement
| Pays                         | Durée du classement | Meilleur classement | Date        |
| ---------------------------- | ------------------- | ------------------- | ----------- |
| Suisse (Schweizer Hitparade) | 7 semaines          | 5e                  | 3 mars 2019 |